# Martial Herman

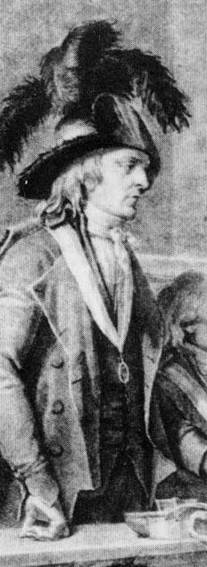
Pierre Bouillon (1776–1831): Martial Herman. Detail des Stahlstiches Procès de Marie-Antoinette le 15 octobre 1793 aus dem Jahr 1793.

Martial Joseph Armand Herman (* 29. August 1759 in Saint-Pol-sur-Ternoise; † 7. Mai 1795 in Paris) war ein Politiker der Französischen Revolution und Gerichtspräsident des Revolutionstribunals.

## Leben
Herman stammte aus einer Juristen-Familie, wurde 1783 als Anwalt zugelassen und wurde 1786 Stellvertreter des Generalanwalts der Provinzversammlung von Artois. Nach der Revolution wurde er Mitgründer des lokalen Jakobinerclubs und  wurde 1791 Richter im Distrikt Saint-Pol-Sur-Ternoise und dann in Arras. 1792 wurde er Präsident des Direktoriums des Départements Pas-de-Calais und im selben Jahr Präsident des Strafgerichts in Arras.
Er heiratete im Oktober 1792 Vedasline-Prudence Foucquart, mit der er einen 1793 geborenen Sohn Aristide hatte.
Am 28. August 1793 wurde er auf Vermittlung von Maximilien Robespierre, der aus Arras stammte, Gerichtspräsident des Revolutionstribunals. Sein Vorgänger erwies sich im Prozess gegen Charlotte Corday in den Augen von Robespierre und anderen Jakobinern als zu moderat. In seiner Funktion als Vorsitzender des Revolutionstribunals leitete er die Prozesse gegen Marie-Antoinette, die Girondisten (1793), die Anhänger von Jacques-René Hébert (1794) und Georges Danton (1794). Am 9. April 1794 wurde er durch René-François Dumas abgelöst. Danach wurde er Innenminister.
Nach dem Staatsstreich und Fall von Robespierre am 9. Thermidor wurde er verhaftet und im Prozess gegen die Mitglieder des Revolutionstribunals zum Tode verurteilt (wobei er seinen Hut aus dem Fenster warf). Am 7. Mai 1795 wurde er mit den übrigen Verurteilten, darunter der öffentliche Ankläger Antoine Fouquier-Tinville, guillotiniert.